# I Can't Think Straight
Pour plus de détails, voir Fiche technique et Distribution.
I Can't Think Straight est un film britannique sentimental réalisé par Shamim Sarif en 2007, sorti en novembre 2008.
Il est adapté du roman  de la réalisatrice, A l'évidence, I Can't Think (I Can't Think Straight,  Enlightment Press 2009) KTM éditions, 2011.

## Synopsis
Tala, une jordanienne résidant à Londres, prépare son mariage lorsqu'elle rencontre Leyla, une jeune indienne anglaise.
Tout oppose les deux jeunes femmes : Tala est chrétienne et affirmée, Leyla est musulmane et timide.
Mais les opposés s'attirent et les deux jeunes femmes succombent lors d'une nuit passionnée.
Refusant cet amour et ses implications, Tala s'enfuit en Jordanie. Se sentant trahie, Leyla décide pourtant d'assumer son nouveau style de vie contre l'avis de sa famille traditionnelle.
Mais la date du mariage de Tala approche...

## Fiche technique
- Réalisation : Shamim Sarif
- Scénario : Shamim Sarif, Kelly Moss
- Production : Hanan Kattan
- Société de production : Enlightenment Productions (en)
- Durée : 80 minutes (1 h 20)
- Langue originale : anglais

## Distribution
- Lisa Ray : Tala
- Sheetal Sheth : Leyla
- Antonia Frering : Reema
- Dalip Tahil : Omar
- Rez Kempton : Ali
- Nina Wadia : la femme de ménage
- Ernest Ignatius : Sam
- Siddiqua Akhtar : Maya
- Amber Rose Revah : Yasmin
- Anya Lahiri : Lamia
- Kimberly Jaraj : Zina
- Sam Vincenti : Kareem
- Daud Shah : Hani
- George Tardios : oncle Ramzi
- Ishwar Maharaj : Sami